# 杭克安
杭克安（英語：Carl Hunker， 1916年—2016年），生於美國科羅拉多州，美國南方浸信會神學院神學博士，為教師、基督新教浸信會牧師與宣教士。杭克安在1964年至1978年擔任台灣浸信會神學院第二任院長。。

## 生平

### 早年
杭克安的祖父是德國人，在1863年，祖父帶著還年幼的父親移民到美國，定居在密蘇里州。父親長大後移居俄勒岡州，並在那裡認識了杭克安的母親。杭克安的父親早期經營洗衣店，母親是一位教師；杭克安在1916年4月出生，在他半歲時，一場火將父親那沒有任何保險的洗衣店燒得精光，父親只好帶著家人回到了密蘇里州的農場，後來再次舉家搬到科羅拉多州才定下來，父親買了一個果樹小農場，而杭克安的童年就在農場長大。杭克安的父母親都是基督徒庭；杭克安在很小的時候就信仰基督教，他在11歲受浸。

## 求學過程
杭克安的家庭環境無法提供他上大學，因此，他在高中畢業後進入公家機關工作來賺取升學經費。杭克安20歲時進入威廉朱爾基督學院（William Jewell College）就讀，還在就學期間他就已經開始了牧會工作。他在1940年完成大學學業，並再進入美國南方浸信會神學院學習，三年後獲得博士學位。

## 婚姻
1943年春，在神學院即將畢業之前，杭克安與珍妮結婚，婚後他們育有有一子一女，大衛（David Hunker）生於1945年，喬伊絲（Joyce Hunker）生於1948年。

## 宣教生涯

### 中國、菲律賓
杭克安後來到中國宣教。1946年12月，杭克安夫婦到了中國，他們先到蘇州學習語言，之後他們用所學的語言參與宣教團隊服事。1948年12月的一個主日，他第一次用中國話(蘇州話)向中國人講道。過了不久，因共產黨的進攻，杭克安一家人離開蘇州，輾轉到了菲律賓的碧瑤；1950年杭克安夫婦在這裡學習國語，並在一個剛成立的國語教會幫忙。

#### 台灣
1952年，杭克安來到台灣，剛開始，他們住在台中，從事佈道和教會拓殖工作；同時，杭克安每個星期來到台北新成立的台灣浸信會神學院教課，後來由於神學院的需求，杭克安全家搬到台北。除此之外，他們全家也在廈門街浸信會牧會。1958年杭克安一家搬入到浸神吳興街新校園。
1964年至1978年杭克安擔任浸神第二任院長。

## 妻子離世
1983年杭克安的妻子珍妮因癌症病逝台北，杭克安將珍妮的骨灰帶回美國。回美國後，杭克安住在離女兒不遠的小屋裡，接著杭克安被派到馬來西亞的神學院教了半年書，同時也到印度等地去作聖經教導的工作。

## 晚年
杭克安於1986年退休回到美國。在1988年他建立了密蘇里州堪薩斯城以馬內利華人浸信會，並擔任主任牧師。杭克安95歲時中風，最終於2016年1月7日去世。